# میس (مجله)
میس (به انگلیسی: Ms.) یک مجله فمینیست لیبرال آمریکایی است که توسط موج دوم فمینیسم و فعالان سیاسی اجتماعی گلوریا استاینم و دوروتی پیتمن هیوز تشکیل شده است. ویراستاران بنیانگذار عبارت بودند از: لتی کوتیین پوگببین، مری تام، پاتریشیا کارابین، جوآن ادگار، نینا فینکلستاین و مری پائول. میس اولین بار در سال ۱۹۷۱ به عنوان یک مقدمه در مجله نیویورک ظاهر شد. اولین مسئله مستقل در ژانویه سال ۱۹۷۲ با استفاده از مجله Clay Felker ویراستار نیویورک ظاهر شد. از ژوئیه ۱۹۷۲ تا ۱۹۸۷، به صورت ماهانه ظاهر شد. این بار در حال حاضر به صورت سه ماهه منتشر می شود.
در طول دهه‌ی ۱۹۷۰ محبوبیت زیادی به دست آورد، اما همیشه نمی توانست نگرانی های ایدئولوژیک خود را با ملاحظات تجاری سازگار کند. از سال ۲۰۰۱ مجله توسط بنیاد عمده فمینیستی در لس آنجلس ، آرلینگتون و ویرجینیا منتشر شده است.

## نگارخانه

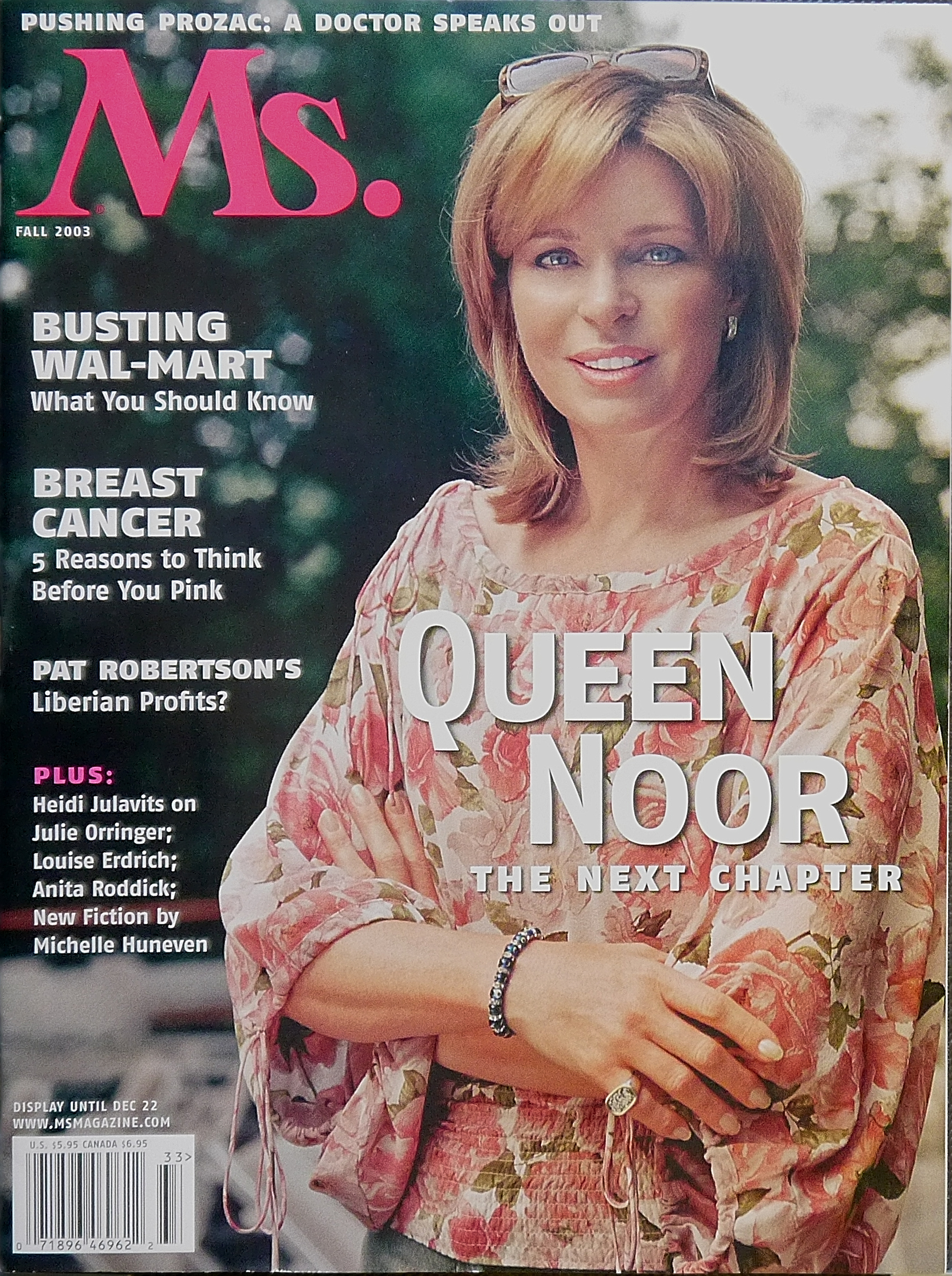
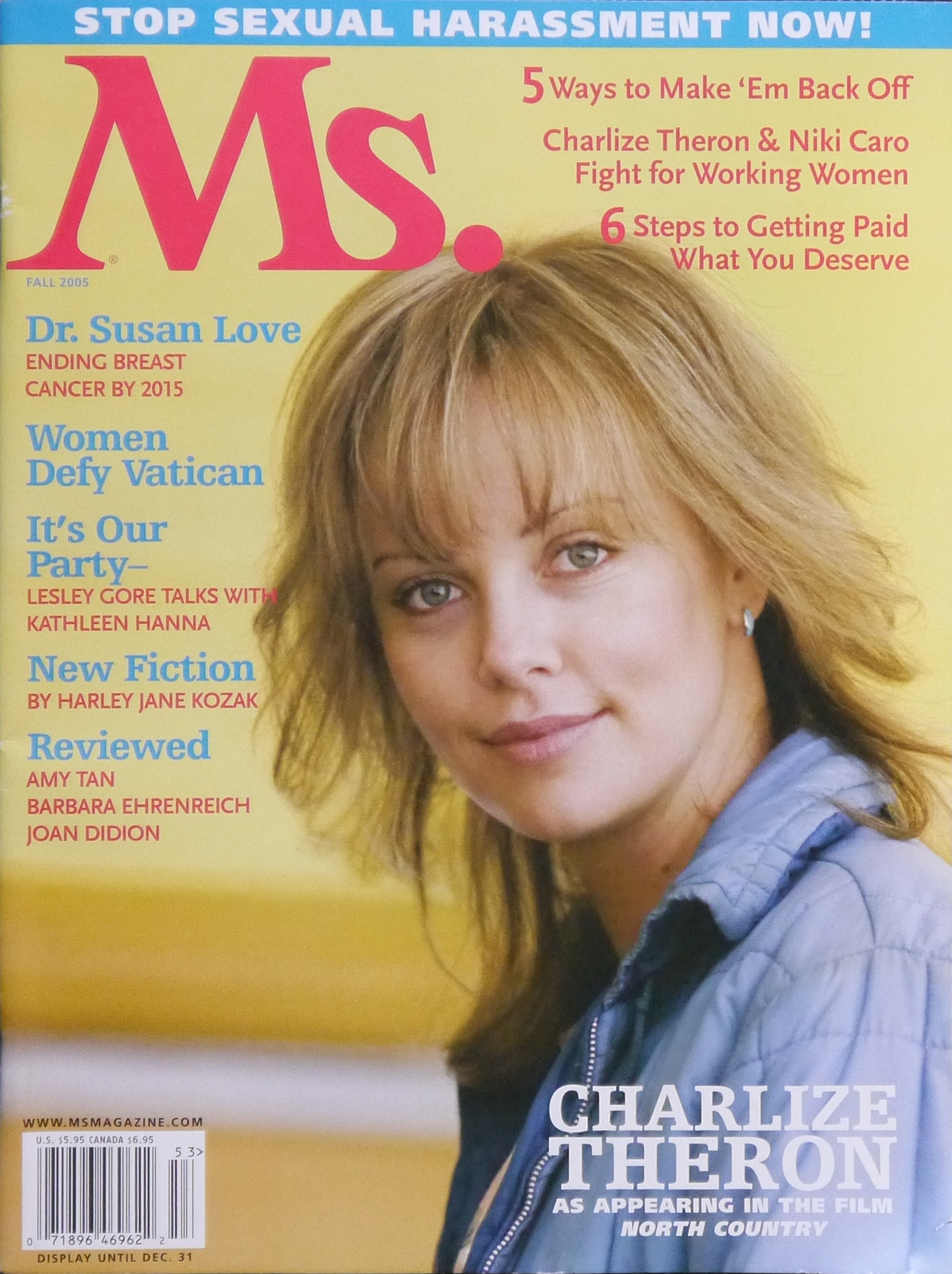
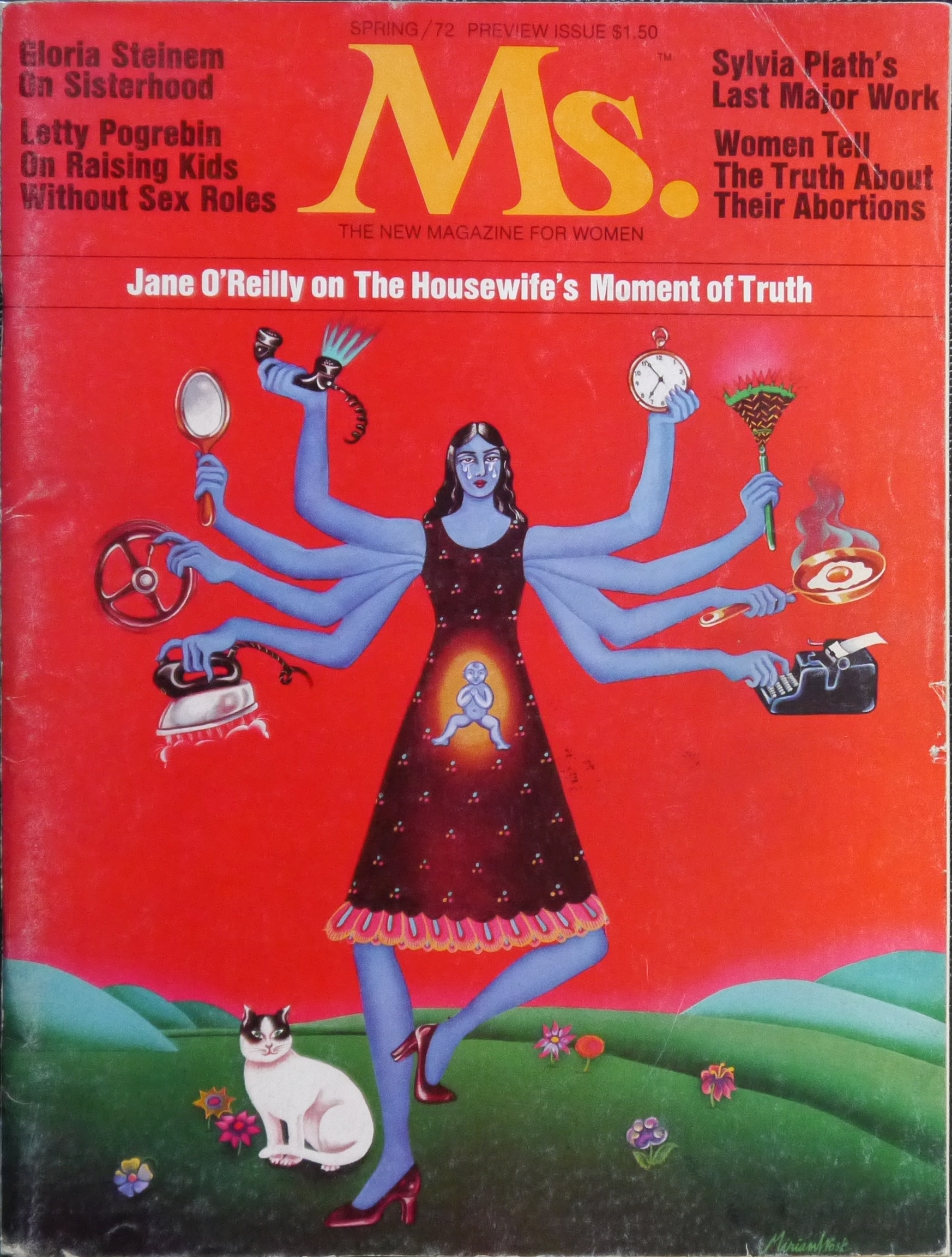
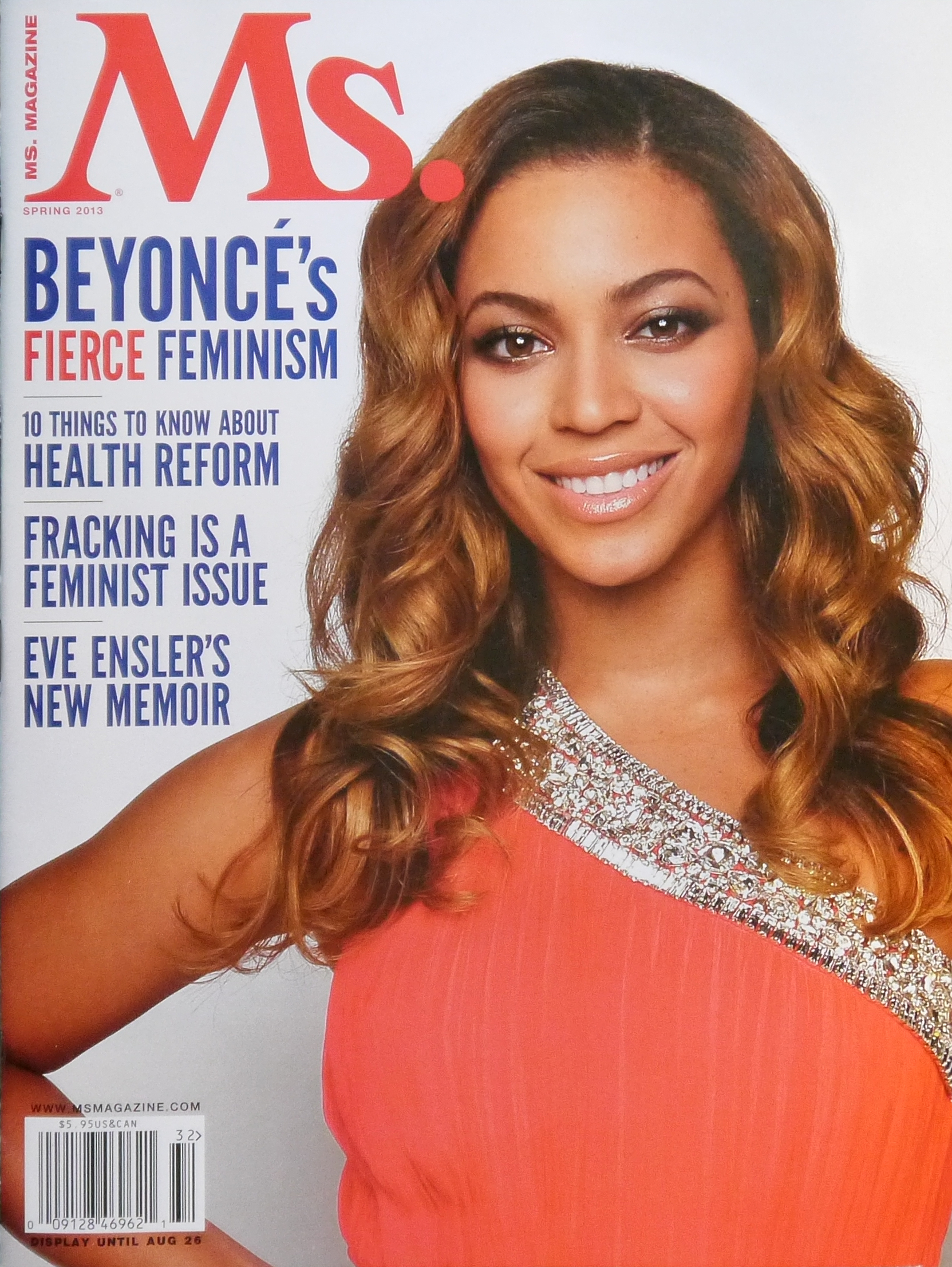
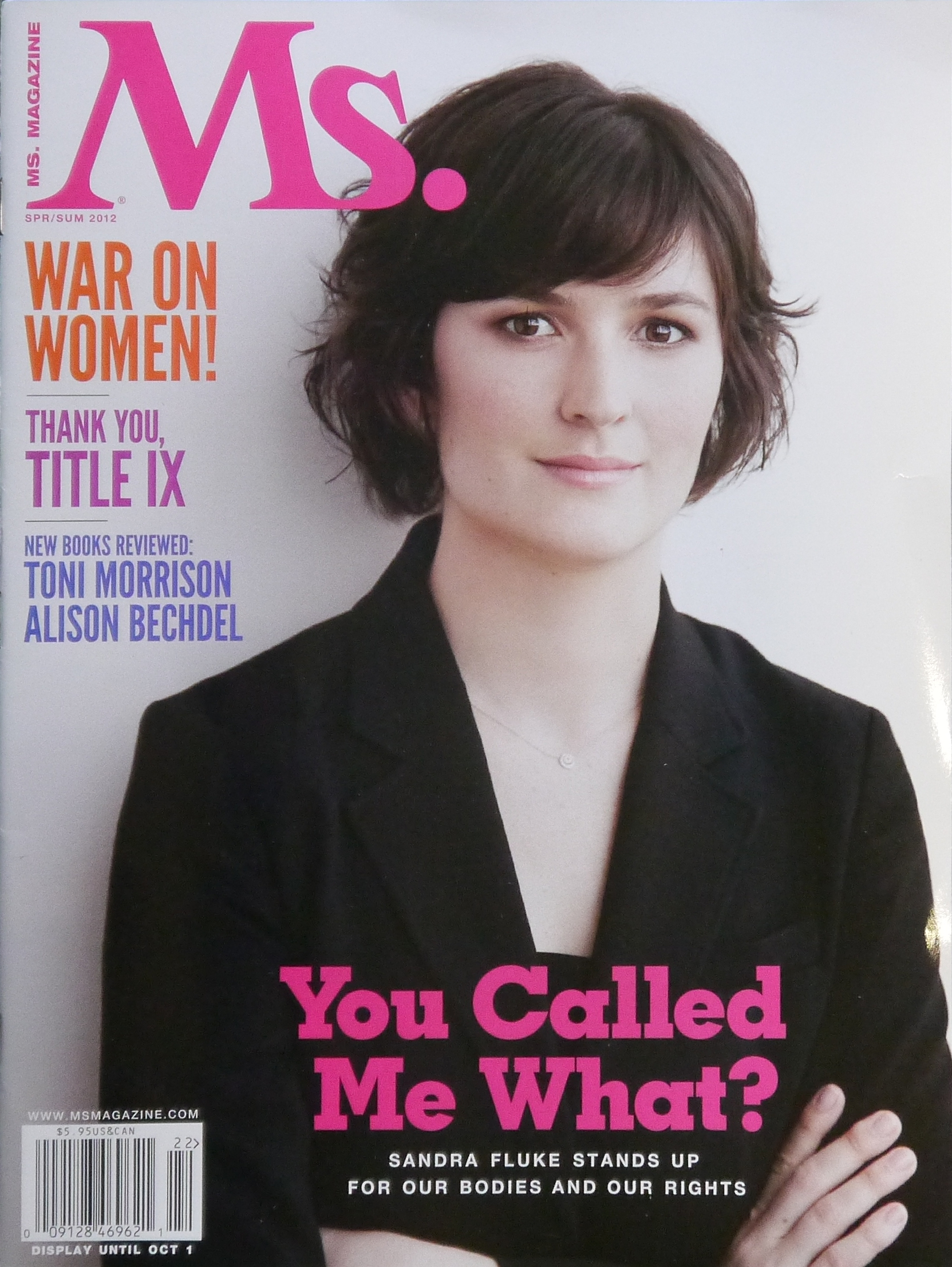

## پیوند یه بیرون
- Ms. Magazine official website
- Feminist Majority Foundation official website
- Alternet: "Wake Up and Smell the Estrogen -- The Return of Ms. Magazine" بایگانی‌شده  در ۵ فوریه ۲۰۱۲ توسط Wayback Machine
- Maud Newton blog discussing the disagreement over the editorial direction for the 'Desperate Housewives' story
- Monica Lewinsky coverage on sexual misbehavior and feminism
- Feminism and the digital divide includes a critique of the Ms. magazine blogs never being updated as not effectively trying to reach out to young feminists
- Ms. Magazine Letters. Schlesinger Library بایگانی‌شده  در ۹ مه ۲۰۱۲ توسط Wayback Machine, Radcliffe Institute, Harvard University.